# Stichting Donorkind
Stichting Donorkind, voorheen Trefpunt Donorkind is in februari 2007 officieel opgericht en verenigt alle donorkinderen in Nederland. Dit zijn personen die zijn verwekt door middel van kunstmatige inseminatie (KID) met een spermadonor. De doelstelling van Stichting Donorkind is (rechten-) en belangenbehartiging, verbinden en nastreven dat donorkinderen in contact komen met hun donor of halfbroers/-zussen.
Bij de start was Stichting Donorkind mede geïnspireerd door het Amerikaanse voorbeeld van DonorSiblingRegistry.com. Deze organisatie wist meer dan 900 KID-geborenen bij elkaar te brengen, deels door de media-aandacht die eraan geschonken werd door onder meer Oprah Winfrey en FOX News.
Stichting Donorkind houdt zich ook bezig met het documenteren van informatie over KID. Tot 2010 heeft Stichting Donorkind gepoogd om donorkinderen en donoren te matchen op basis van donorpaspoorten. 

## DNA-databank vanaf 2010
In 2010 is de database van Stichting Donorkind gesloten voor nieuwe inschrijvingen en adresgegevens overgedragen aan FIOM. Stichting Ambulante Fiom heeft een KID-register en een DNA-databank geopend waar KID-kinderen/donorkinderen en KID-donoren (of natuurlijke kinderen van de donor) zich kunnen inschrijven voor hulp bij hun zoektocht. Stichting Donorkind is zich meer gaan richten op het in contact brengen van donorkinderen en donoren in het algemeen en met onder meer lobby-werkzaamheden en het verstrekken van informatie aan bijvoorbeeld media en betrokken partijen.

## Ontmoetingsdagen
Stichting Donorkind organiseert ontmoetingsdagen waar donorkinderen ervaringen met elkaar kunnen uitwisselen. Veel donorkinderen horen pas op volwassen leeftijd hoe zij zijn verwekt. Dit heeft vaak tot gevolg dat er verwarring ontstaat over familiebanden en de eigen identiteit. Als je leert dat familie een bloedband moeten hebben en die blijkt er niet te zijn, is dat wereldschokkend. Soms kan de sociale band met de familie schade oplopen door dit geheim. Soms blijkt hun identiteit gebaseerd te zijn op de niet-kloppende aanname af te stammen van hun beide ouders, maar een vader ben je niet alleen door dit biologisch te zijn. Ook zijn er kinderen waarvan de band met de ouders juist sterker wordt, nadat hen verteld is over hun afkomst. Een vader/kind band is natuurlijk niet alleen biologisch.
Donorkinderen die met deze wetenschap worden opgevoed, hebben geen last van deze verwarring over hun familiebanden maar kennen vaak wel frustratie, doordat zij hun donor of biologische halfbroers en -zussen niet mogen kennen. Een verbod om de eigen biologische verwanten te kennen past niet bij de zeggenschap die een volwassene behoort te hebben.
Tijdens ontmoetingsdagen, die regionaal worden georganiseerd, kunnen donorkinderen hierover ervaringen met elkaar uitwisselen en hiermee beter leren omgaan. Deze werkwijze is mede geïnspireerd op opbouwwerk uit de emancipatiebeweging.